# Ispaster
Ispaster – gmina w Hiszpanii, w prowincji Biskaja, w Kraju Basków, o powierzchni 22,62 km². W 2011 roku gmina liczyła 704 mieszkańców.